# Співак на весіллі
«Співак на весіллі» (англ. The Wedding Singer) — фільм 1998 року, знятий режисером Френком Корачі. Адам Сендлер грає в ньому весільного співака 1980-х років, що закохується в офіціантку (Дрю Беррімор).

## Сюжет
Під час весілля соліст оркестра Роббі Харт знайомиться з офіціанткою Джулією. Виявляється, що кожен з них готується до свого весілля. Однак, весілля Роббі відміняється, а Джулія просить його допомогти з організацією свого весілля.
У США фільм вийшов 13 лютого 1998 року, і 5 червня 1998 року у Великій Британії.

## В ролях
- Адам Сендлер — Роббі Харт
- Дрю Беррімор — Джулія Салліван
- Крістін Тейлор — Холлі.
- Аллен Коверт — Семмі.
- Алексіс Аркетт — Джордж.
- Стів Бушемі — Дейв.
- Біллі Айдол — Біллі Айдол (камео).
- Джон Ловітц — Джиммі Мур.
- Меттью Глейв — Гленн Гулиа.
- Еллен Альбертіні Дау — Розі
- Енджела Фізерстоун — Лінда

## Бокс-офіс
Усього фільм зібрав у світовому прокаті 123 306 987 $, що зробило фільм комерційно вдалим, враховуючи його кошторис — 21 000 000 $. В американському прокаті фільм дебютував на 2 місці із касою 18 865 080 $, поступившись лише Титаніку.

## Саундтрек
Усього в 1998 році було видано 2 альбоми із саундтреком з фільму:
- «The Wedding Singer»
- «The Wedding Singer Volume 2».

### The Wedding Singer
1. «Video Killed the Radio Star» (оригінальні виконавці The Buggles) — The Presidents of the United States of America
2. «Do You Really Want to Hurt Me» — Бой Джордж
3. «Every Little Thing She Does Is Magic» — The Police
4. «How Soon Is Now?» — The Smiths
5. «Love My Way» — The Psychedelic Furs
6. «Hold Me Now» — Thompson Twins
7. «Everyday I Write the Book» — Elvis Costello
8. «White Wedding» — Біллі Айдол
9. «China Girl» — David Bowie
10. «Blue Monday» — New Order
11. «Pass the Dutchie» — Musical Youth
12. «Have You Written Anything Lately?»
13. «Somebody Kill Me» — Адам Сендлер
14. «Rapper's Delight» — Sugarhill Gang та Ellen Dow

### «The Wedding Singer Volume 2»
1. «Too Shy» — Kajagoogoo
2. «It's All I Can Do» — The Cars
3. «True» — Spandau Ballet
4. «Space Age Love Song» — A Flock of Seagulls
5. «Private Idaho» — The B-52's
6. «Money (That's What I Want)» — Flying Lizards
7. «You Spin Me Round (Like a Record)» — Dead or Alive
8. «Just Can't Get Enough» — Depeche Mode
9. «Love Stinks» — The J. Geils Band
10. «You Make My Dreams» — Hall & Oates
11. «Holiday» — Мадонна
12. «Grow Old With You» — Адам Сендлер

Наступні пісні пролунали у фільмі, але не були включені в саундтрек:
- «Der Kommissar» — After the Fire
- «99 Luftballons» — Nena
- «Till There Was You» — Ellen Dow
- «Don't Stop Believin'» — Journey
- «Boys Don't Cry» — The Cure
- «All Night Long (All Night)» — Лайонел Річі
- «That's All» — Адам Сендлер
- «Ladies' Night» — (автори — Kool & the Gang), виконав Джон Ловітц
- «Do You Believe in Love» — Huey Lewis and the News
- «Jam on It» — Newcleus
- «Miami Vice Theme» — Ян Хаммер
- «Hungry Heart» — Брюс Спрінгстін
- «The Goofball Brothers Show» — Sourcerer
- «Wake Me Up Before You Go-Go» — Wham!